# Gert van den Berg
Gert van den Berg (Róterdam, 15 de octubre de 1935 - Genemuiden, 13 de junio de 2024) fue un político neerlandés del Partido Político Reformado (Staatkundig Gereformeerde Partij, SGP).

## Biografía
Van den Berg creció en Veenendaal y completó una formación como panadero, seguida por estudios superiores en farmacia.

### Carrera política
Inició su carrera política en 1966 como concejal en Veenendaal y se convirtió en concejal en 1970. Desde 1972 hasta 1986 fue el primer presidente de la juventud de la SGP. Durante su tiempo como concejal, el alcalde le sugirió que podría tener el perfil para ser alcalde. Van den Berg fue alcalde de Sint Philipsland (1973-1981) y de Genemuiden (1981-1986). En 1973, inicialmente no fue nombrado alcalde de Sint Philipsland debido a problemas de salud que luego se resolvieron.
Entre 1974 y 1981, fue miembro del consejo provincial de Zeeland y luego, entre 1987 y 2003, del consejo provincial de Utrecht. De 1995 a 2011, fue miembro del Senado neerlandés por la SGP, donde se ocupó de temas como salud pública, transporte y economía. Después de las elecciones municipales de 2010, fue designado como informador por la SGP de Staphorst, recomendando una coalición entre la SGP, el CDA y GB (liberal local), excluyendo así a la ChristenUnie después de años de coalición.

### Otros trabajos
Además de sus actividades políticas, Van den Berg trabajó en droguerías y luego fue jefe de compras en el laboratorio farmacológico de la Universidad de Ámsterdam. En 1987, se convirtió en director de la Asociación Neerlandesa de Pacientes, aumentando la membresía de 9,000 a 70,000 durante su gestión hasta 2000.
Antes de su carrera en el Senado, ocupó puestos directivos en salud pública y fue responsable de dar forma a la atención paliativa en los Países Bajos.

## Vida personal
Casado desde 1958 y padre de tres hijos, Van den Berg fue anciano en la iglesia Gereformeerde Gemeenten en Veenendaal. Falleció en 2024 a los 88 años de edad.